# Caroline Miolan-Carvalho

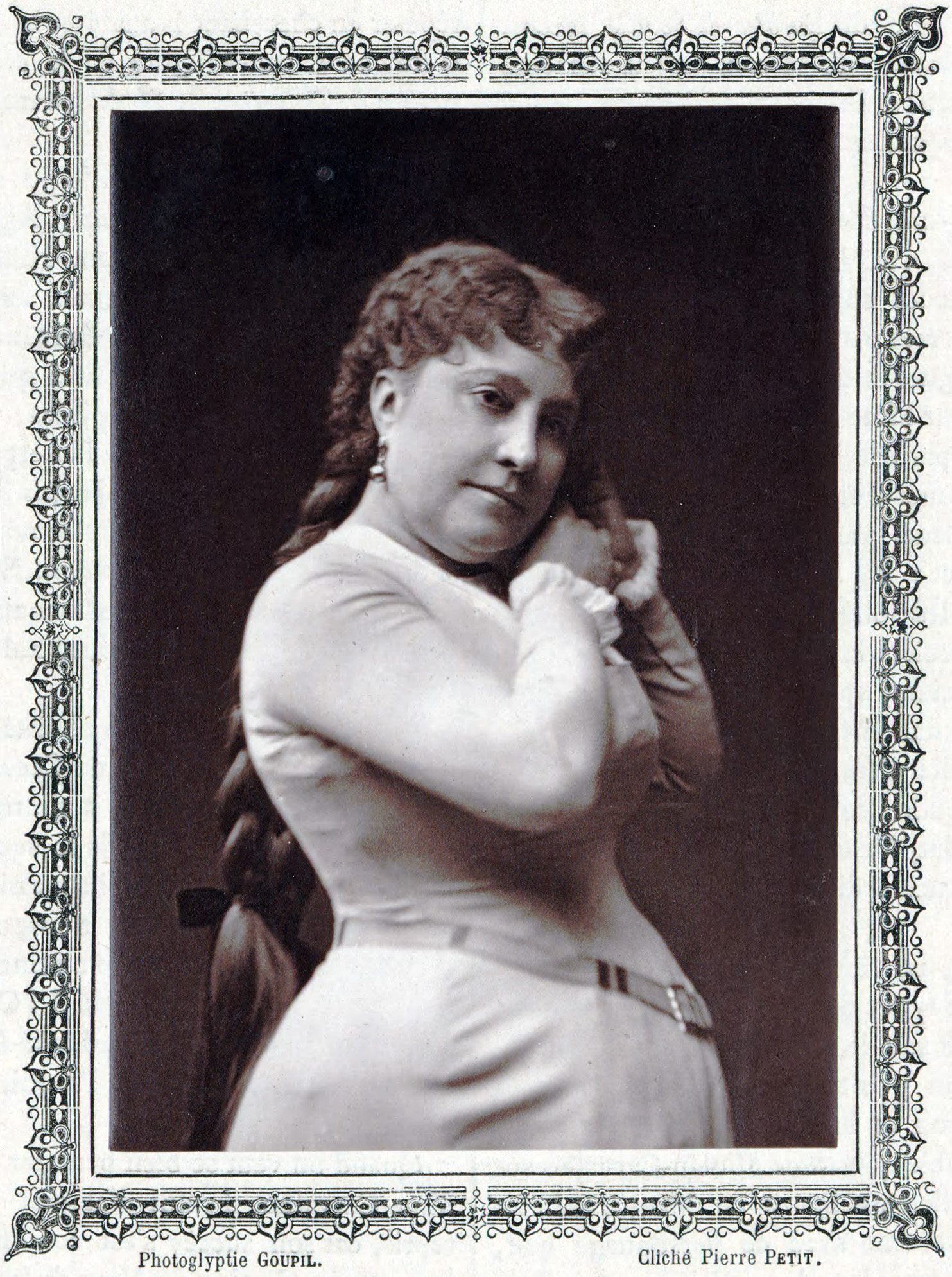
Pierre Petit: Carvalho als Marguerite in Faust (1880)

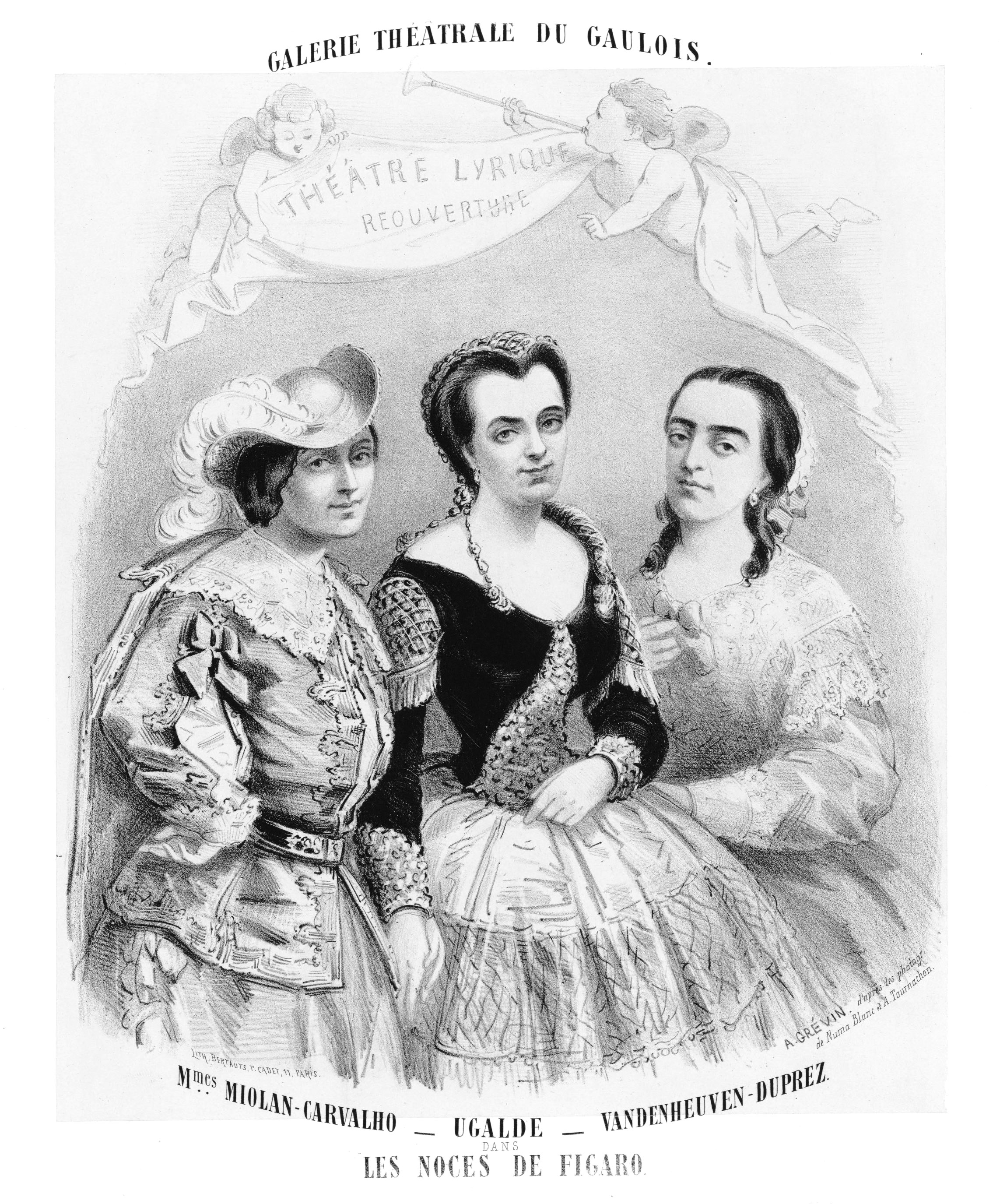
Carvalho (links) als verkleideter Cherubino in Le nozze di Figaro (1858)

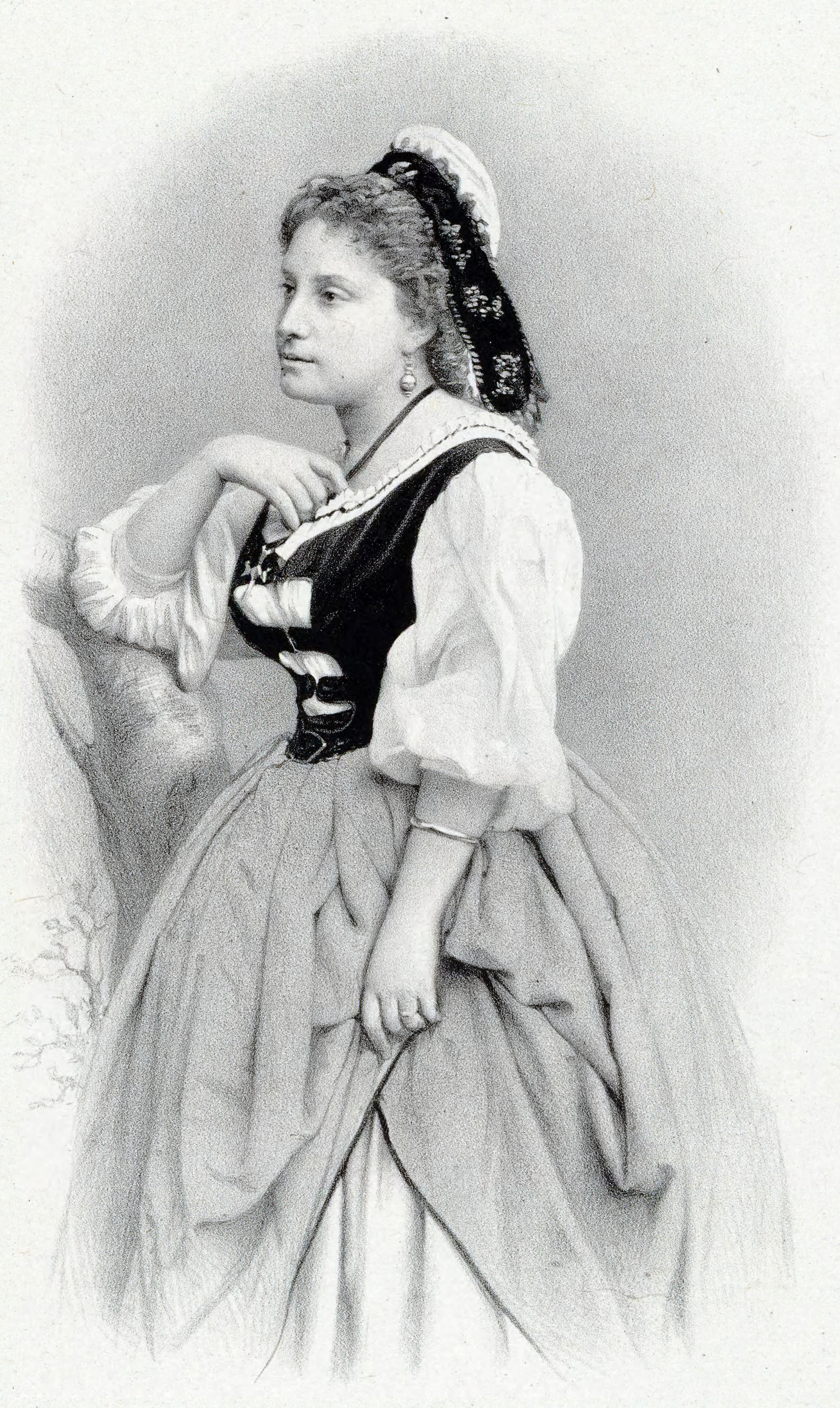
Carvalho als Mireille (1864). Lithografie nach einer Fotografie von Erwin Hanfstaengl (1864)

Marie Caroline Miolan-Carvalho (geboren 31. Dezember 1827  in Marseille; gestorben 10. Juli 1895 im Château-Puys, Departement Seine-Inférieure) war eine französische Opernsängerin. 

## Leben
Marie Caroline Felix Miolan erhielt ihren ersten Unterricht bei ihrem Vater, dem Oboisten François Félix Miolan. Sie studierte Gesang am Conservatoire National de Paris beim Tenor Gilbert Duprez. 1849 debütierte sie am Opernhaus von Brest als Isabella in Robert le diable von Giacomo Meyerbeer und im selben Jahr an der Opéra-Comique Paris in Lucia di Lammermoor in der Titelpartie. 
Bis 1855 sang sie dort in den Uraufführungen der Opern Giralda ou La Nouvelle Psyché von Adolphe Adam (1850), Le Carillonneur de Bruges von Albert Grisar (1852), Le nabab von Fromental Halévy  (1853) und Les noces de Jeannette von Victor Massé (1853). Zwischen 1852 und 1856 war sie außerdem Primadonna am Théâtre Lyrique in Paris. 
Miolan heiratete 1853 den Sänger und Operndirektor Léon Carvalho (1825–1897). Miolan-Carvalho wurde berühmt mit den weiblichen Hauptfiguren in Uraufführungen der Opern von Charles Gounod: Faust 1859, Philémon et Baucis 1860, dessen Partitur  ihr gewidmet wurde, 1864 Mireille, in der Gounod extra eine Arie für sie einfügte, und außerdem Roméo et Juliette 1867. 1860  reisten sie nach Baden-Baden, um dort Gounods La colombe zur Uraufführung zu bringen. 
Sie galt auch als Mozart-Interpretin und sang die Sopranrollen in der Zauberflöte, in Don Giovanni und in Figaros Hochzeit.
1856 wirkte sie am Théâtre Lyrique sowohl an der Uraufführung der Oper La Fanchonette von Antoine-Louis Clapisson als auch an La Reine Topaze von Victor Massé mit, 1857 an der Oper Margot von Clapisson. 
Zwischen 1859 und 1864 gastierte sie regelmäßig an der Covent Garden Oper London und nochmals in der Saison 1871/72. Auch in Berlin, Brüssel, Marseille und in St. Petersburg hatte sie Gastauftritte.   
In den Jahren 1868 bis 1883 sang sie sowohl an der Grand Opéra wie an der Opéra-Comique. Im Jahr 1872 feierte sie die 1000. Vorstellung der Oper Le Pré aux clercs von Ferdinand Hérold in der Partie der Isabella und 1894 war sie in der Grand Opéra als Ehrengast bei der 1000. Aufführung von Gounods Faust. 
Miolan-Carvalho nahm 1885 den Bühnenabschied und wirkte in den nächsten Jahren als Gesangspädagogin. Sie ist auf dem Cimetière du Père Lachaise bestattet.